# Kiara Kauffman
Kiara Naomi Kauffman Valencio (Salto, departamento de Salto, Uruguay, 27 de enero de 2004) es una futbolista uruguaya. Juega como lateral izquierda en Vélez Sarsfield de la Primera División argentina.

## Trayectoria
Kauffman debutó en 2022 jugando para el S.A.T. de la Primera División A del fútbol argentino. Al año siguiente, pasó a Vélez, donde jugó 20 partidos. Finalmente recaló en Talleres en 2024, donde compartió plantel con su compatriota Sofía Oxandabarat. Con el club cordobés, logró el campeonato de Primera B junto con el ascenso a Primera A, torneo en el que Kauffman disputó 19 encuentros. En 2025, regresó a Vélez.

## Clubes
| Club            | País      | Año           |
| --------------- | --------- | ------------- |
| S.A.T.          | Argentina | 2022          |
| Vélez Sarsfield | Argentina | 2023          |
| Talleres        | Argentina | 2024          |
| Vélez Sarsfield | Argentina | 2025-presente |